# Diablo III
Diablo III ist ein Action-Rollenspiel des US-amerikanischen Spielentwicklers Blizzard Entertainment und die Fortsetzung von Diablo II. Das Spiel erschien am 15. Mai 2012 für Windows und macOS, am 3. September 2013 für PlayStation 3 und Xbox 360 und am 2. November 2018 für die Nintendo Switch. Die Erweiterung Reaper of Souls wurde am 25. März 2014 veröffentlicht. Es sind auch die Ultimate Evil Edition und Eternal Collection erhältlich, die neben dem Grundspiel auch aus der Erweiterung und zusätzlichen Inhalten bestehen.
Aktuell werden in regelmäßigen Zeitabständen neue Inhaltspatches veröffentlicht, wie etwa die Einführung des Saison-Modus oder dem DLC Die Rückkehr des Totenbeschwörers.
Auf der Blizzcon 2019 wurde als Nachfolger Diablo IV angekündigt, das am 2. Juni 2023 im Early Access bzw. regulär am 6. Juni 2023 erschien.

## Handlung

### Akt 1
Die Handlung spielt 20 Jahre nach den Vorkommnissen in Diablo II und 15 Jahre nach der Handlung von Diablo Immortal. Der Spielercharakter reist in die Stadt Neu-Tristram, um den Einschlag eines vom Himmel gefallenen Sterns zu untersuchen, der die Toten erweckt. Leah, eine Bewohnerin des Ortes, bittet ihn außerdem, ihr bei der Suche nach ihrem Onkel Deckard Cain zu helfen, der seit dem Einschlag in der Kathedrale vermisst wird. Nachdem der Spielercharakter Cain in den Katakomben unter der Kathedrale gefunden hat, muss er sich dem wiederauferstandenen König Leoric stellen und findet schließlich den Einschlagskrater des Sterns. Es handelt sich jedoch nicht um einen Meteoriten, sondern um einen Menschen, der sein Gedächtnis verloren hat. Um die Erinnerung des Fremden wiederherzustellen, sucht der Spielercharakter nach dessen Schwert, das bei seinem Fall zerbrach. Bei der Suche stellt sich ihm immer wieder die Hexe Magda in den Weg. Sie verletzt Cain schwer und entführt den Fremden. Cain fügt mit letzter Kraft die Teile des Schwertes zusammen und stirbt. Der Held jagt Magda, die sich in Leorics Anwesen versteckt, um seinen Tod zu rächen und den Fremden zu befreien. Im Finale des Aktes besiegt der Spielercharakter den Schlächter, Magda kann jedoch entkommen. Nachdem der Fremde sein Schwert in Händen hält, kommt auch sein Gedächtnis zurück. Er ist Tyrael, der Erzengel der Gerechtigkeit, der, nachdem er den Weltenstein in Diablo II zerstörte, mit den anderen Engeln des Himmels ob deren passiver Haltung in Streit geriet. Er entschied sich dafür, sterblich zu werden, um die Menschen in ihrem Kampf zu unterstützen und eine Warnung überbringen zu können: Belial und Azmodan, die letzten der sieben Mächte der Hölle, bereiten eine Invasion der Welt der Menschen, Sanktuario, vor.

### Akt 2
Der Spielercharakter reist mit Leah und Tyrael nach Osten in die Wüstenstadt Caldeum, um Belial, den Herrn der Lügen, zu stoppen. Auf der Jagd nach Magda stellt sich heraus, dass die Wachen des Imperators der Stadt in Wahrheit Belials Dämonen sind und Leah gefangen genommen haben. Der Spielercharakter tötet Magda und befreit Leah. Diese fand ihre totgeglaubte Mutter, Adria, bekannt aus Diablo. Sie offenbart der Gruppe, dass sie all die Jahre auf der Suche nach dem Schwarzen Seelenstein war, ein Artefakt, das vom mächtigen Horadrimmagier Kull nach dem Vorbild der ursprünglichen Seelensteine erschaffen worden war. Kull zählte sich selbst zu den Nephalem, eine Rasse, die ihren Ursprung in einer Liaison von Engeln und Dämonen haben, die des Krieges überdrüssig wurden und die Welt der Menschen als Rückzugsort erschufen. Der Schwarze Seelenstein hat die Fähigkeit, die Essenzen von mehreren Dämonen und sogar Engeln zu binden. Er war dazu gedacht, allen Menschen die Macht von Nephalem zu gewähren, um letztlich Himmel und Hölle zu unterwerfen. Der Spielercharakter holt Kull zurück ins Leben. Um den Stein zu erlangen, muss der Spielercharakter Kull aber anschließend vernichten, als dieser ihn um jeden Preis für seinen ursprünglichen Plan gewinnen will. Von ihm erfährt der Spielercharakter auch, dass er selbst ein Nephalem ist. Er kann Belial besiegen und seine Essenz in den Schwarzen Seelenstein verbannen, der nach der Zerstörung der ursprünglichen Seelensteine auch die anderen toten Lords der Hölle aufgenommen hat: Diablo, Mephisto, Baal, Andariel und Duriel.

### Akt 3
Durch eine Vision erkennt Leah die Pläne von Azmodan, dem Herrn der Sünde. Er will seine Invasion der Menschenwelt vom Krater des Berges Arreat aus einleiten. Die Gruppe reist dort hin, um ihn aufzuhalten. Nachdem der Spielercharakter erfolgreich dabei geholfen hat, die Bastion zu verteidigen, welche einst den Weltenstein bewachte, kämpft er sich durch die Reihen von Azmodans Dämonen und seinen Generälen, um Azmodan schließlich nach dem erfolgreichen Durchqueren des Turms der Verdammten und des Turms der Verfluchten zu stellen. Azmodan wird im Kern des Arreat besiegt und in den Schwarzen Seelenstein verbannt. Bei den anschließenden Feierlichkeiten verschwinden Adria und Leah. Adria, welche heimlich die ganze Zeit für Diablo gearbeitet hat, weil sie dessen Blut in sich trägt, benutzt Leah als Gefäß für Diablo. Mit der Macht aller sieben Übel aus dem Schwarzen Seelenstein in sich vereint, beginnt er sofort in der Gestalt von Leah mit einer Invasion des Himmels. Er stößt dabei auf Imperius, den Erzengel des Heldenmuts. Imperius kann Diablo aus Leahs Körper hinauszwingen, worauf sich Diablo in seiner wahren Gestalt zeigt. Imperius versucht, den Eingang zum Himmel zu verteidigen und Diablo zu töten, was ihm jedoch nicht gelingt. Imperius wird sehr schwer verletzt. Diablo geht auf den Eingang zum Himmel zu.

### Akt 4
Der Spielercharakter und Tyrael folgen Diablo in den Himmel. Dieser hat dort bereits eine Schneise von Tod, Zerstörung und Verderbnis hinterlassen und sehr viele Dämonen mit Hilfe von Portalen heraufbeschworen. Der Spielercharakter kämpft sich durch die Reihen der Dämonen zu Diablo, der auf dem Weg zum Silbernen Turm ist, um die gesamte Schöpfung in eine Hölle zu verwandeln. Gerade noch rechtzeitig kann er ihn daran hindern und ihn vernichten. Diablos Leichnam stürzt in den Himmel, mit ihm der Schwarze Seelenstein. Diablo löst sich auf, der Schwarze Seelenstein jedoch nicht. Tyrael nimmt seinen Platz im Himmel wieder ein, jetzt allerdings als Aspekt der Weisheit. Er bleibt jedoch ein Mensch und wird nicht wieder zu einem Engel.

### Akt 5 (Reaper of Souls)
Malthael, der vor zwanzig Jahren bei der Vernichtung des Weltensteins aus dem Himmel verschwand, hat in den Quellen der Weisheit nach einem Sinn in einer Existenz gesucht, in der es keinen Mittelpunkt des Krieges zwischen Gut und Böse mehr gab. Er fand seinen Sinn im Tod, wohin alle Wege führen. So nahm er den schwarzen Seelenstein aus der unterirdischen Festung an sich, in der Tyrael diesen verstecken wollte. Der Spieler muss nun in der gotischen Stadt Westmark gegen Malthaels Leutnant Urzael kämpfen, der die Menschen dort verbrennen will. Nach der Verteidigung der Stadt trifft er in den Sümpfen nahe der Stadt auf die Verräterin Adria, die herausfand, wo sich Malthael befindet. Nach dem Kampf gegen sie, in den Ruinen vergangener Nephalem-Generationen, betritt der Spieler erneut den Himmel. Dieser wird von Malthael angegriffen, um das Tor zu den Schlachtfeldern der Ewigkeit zu versiegeln. Imperius mag den Spieler immer noch nicht, man gelangt allerdings in das zerklüftete Reich, in dem einst Engel und Dämonen um den Weltenstein kämpften. Nach zahlreichen Kämpfen in diesem unwirklichen Gebiet kommt man über eine gewaltige Ramme in die Festung des Wahnsinns. Durch einen Seelenbrunnen bekommt der Spieler von seinen Ahnen die Essenz des Todes, wie schon Malthael sie benutzt. Malthael versucht währenddessen, das Böse ein für alle Male von der Schöpfung zu tilgen und will daher auch Nephalem auslöschen, denn sie sind Kinder von Engel und Dämon. Doch der Spieler kommt ihm zuvor und stellt ihn in einem Kampf, bei dem der verderbte Engel auch den Seelenstein nutzt und zerstört. Nach dem Kampf sieht Tyrael den Nephalem in neuem Licht und Diablos Seele kommt wieder frei.

## Spielprinzip
Allgemeines Spielprinzip der PC-Version
Das Spiel beginnt mit der Charaktererstellung durch den Spieler. Insgesamt verfügt Diablo III über sieben spielbare Charakterklassen (Barbar, Hexendoktor, Zauberer, Mönch, Dämonenjäger, (und mit der Erweiterung „Reaper of Souls“) Kreuzritter, (als DLC) Necromancer). Anders als in den Vorgängern gibt es zu jeder Klasse einen weiblichen und einen männlichen Avatar. Das Talentsystem wurde stark überarbeitet und der Spieler erhält nach Stufenaufstiegen automatisch neue aktive Talente (engl. skills) oder passive Fähigkeiten. Die Charakterklassen sind daher nur bedingt vergleichbar mit den zwei Vorgängern. Des Weiteren können die aktiven Talente nunmehr durch ebenfalls mit Stufenaufstiegen automatisch freigeschalteten Runen verknüpft werden, wodurch die jeweilige Fähigkeit unterschiedliche Boni erhält. Es kann immer nur eine (oder keine) der derzeit pro aktivem Talent verfügbaren fünf Runen verknüpft werden. Die Skills können jederzeit geändert werden (jedoch unterliegt jede Änderung einer kurzen Abklingzeit). Der Spieler steuert seine Spielfigur aus der Vogelperspektive. Im Unterschied zu den beiden Vorgängern wird die Grafik in 3D dargestellt. Diablo III behält dabei die wesentlichen Merkmale der Bedienoberfläche seiner beiden Vorgängertitel bei.
Das Spiel ist hauptsächlich auf gemeinsames Spiel ausgelegt, wofür eine neue Version des Battle.net dient, die bereits für StarCraft II eingeführt wurde. Die Gruppengröße ist hierbei auf vier Spieler begrenzt. Der Einspielermodus ist lediglich eine Begrenzung auf einen Spieler, welcher die Möglichkeit hat, das laufende Spiel dauerhaft für andere Spieler zugänglich zu machen. Dies beinhaltet auch, dass ein Spieler im Mehrspieler-Modus dazu in der Lage ist, das Spiel alleine zu bestehen. Das Spiel passt sich jeweils der Anzahl der Mitspieler in der Gruppe an, wodurch die Gegner stärker werden. In der zweiten Version des Battle.net soll die Sicherheit gegen Betrüger deutlich verbessert werden.
Neu eingeführt wurden sogenannte Heilkugeln, wie man sie sonst eher aus Jump-’n’-Run-Spielen kennt. Zusätzlich werden wie im ersten Teil zu den Quests der Haupthandlung auch zufällig generierte Nebenquests erzeugt, während im zweiten immer die gleichen Quests zu lösen waren. Weiterhin führt der Tod eines Charakters in Diablo III nicht mehr zu Erfahrungsverlust. Stattdessen verlieren die Ausrüstungsgegenstände 10 % ihrer Haltbarkeit und kosten daher Gold für die Reparatur. Wie im Vorgänger kann der Spieler Begleiter anheuern, die ihn im Einzelspieler-Modus unterstützen. Dafür stehen ihm, nach Vollendung der entsprechenden Quests, ein Templer, ein Schuft oder eine Verzauberin zur Verfügung, solange nur ein Spieler zugegen ist.
Ebenfalls aus dem Vorgänger bekannt, bietet Diablo III einen Hardcore-Modus, sobald ein Charakter im normalen Modus auf Level 10 gesteigert wurde. Hardcore-Charaktere können nach dem Tod nicht wiederbelebt werden und ihre Ausrüstung ist (im Gegensatz zum Vorgänger) verloren. Außerdem gibt es für den Hardcore-Modus ein separates Auktionshaus und Hardcore-Charaktere können nur untereinander in Gruppen spielen. Neu ist in diesem Spielmodus, dass verstorbene Charaktere in eine persönliche Ruhmeshalle für gefallene Helden aufgenommen werden können.
Der Spieler kann im Verlauf der ersten beiden Akte zwei Handwerker – einen Waffenschmied und einen Juwelier – freispielen, die anschließend weiter ausgebildet werden können. Genau wie die persönliche Schatztruhe teilen sich ab der erstmaligen Freischaltung alle Charaktere des Spielers denselben Schmied und Juwelier, die für neue Charaktere damit auch von Anfang an zur Verfügung stehen. Eine Trennung gibt es lediglich zwischen dem normalen Spielmodus und dem Hardcore-Modus. Für den Zugriff auf die Handwerker im Hardcore-Modus müssen diese ein weiteres Mal freigespielt werden.

## Entwicklung
Am 28. Juni 2008 kündigte Blizzard Entertainment auf dem World Wide Invitational in Paris den dritten Teil der Serie an. Im September 2011 startete Blizzard einen geschlossenen Betatest. Am 23. April wurde sie schließlich allen interessierten Spielern zugänglich gemacht. Am 15. Mai 2012 wurde das Spiel weltweit für Windows-PC und Mac OS veröffentlicht. Diablo III kam in Deutschland ungeschnitten mit einer USK-Einstufung ab 16 Jahren auf den Markt.
Diablo III nutzt eine selbstentwickelte 3D-Grafikengine, für Umgebungseffekte sorgt eine selbst entwickelte Physik-Engine. Der Spieler kann somit herumstehende Gegenstände und natürliche Gegebenheiten in noch realistischerer Weise bewegen, demolieren und nutzen.
Ein ursprünglich angekündigter neuer Player-versus-Player-Modus (PvP) wurde kurz vor Veröffentlichung des Spiels aus dem Spiel genommen. Im Dezember 2012 teilten die Entwickler mit, dass der PvP-Modus im Laufe der weiteren Entwicklung und der firmeninternen Präsentation ihren Ansprüchen an ein qualitativ hochwertiges Blizzard-Erlebnis nicht gerecht wird.
Ein veränderter PvP-Modus wurde jedoch mit der Version 1.0.7.14633 am 12. Februar 2013 (Amerika) bzw. 13. Februar 2013 (Europa) nachgeliefert.
Etwa einen Monat vor der Veröffentlichung von Diablo III gab Blizzard einige Veränderungen am Echtgeld-Auktionshaus von Diablo III bekannt, in dem Spieler sich Items des Spiels entweder mit der Spielwährung Gold oder echtem Geld kaufen können: So wurde eine Obergrenze für das verfügbare Guthaben auf einem Battle.net-Konto von maximal 250 Euro festgelegt und pro Tag können Transaktionen nur bis zu einem Wert von 1.500 Euro durchgeführt werden. Wollen Spieler ihr Konto mit mehr als 100 Euro aufladen, sind sie außerdem zum Einsatz eines Authenticators gezwungen, der entweder als separates Gerät oder als Smartphone-App erhältlich ist.
Das Echtgeld-Auktionshaus wurde schließlich am 12. Juni 2012 eröffnet, in Amerika etwas später, am 15. Juni. Das Echtgeld-Auktionshaus existierte dagegen nicht in der Version für Südkorea, da ein solches in Konflikt mit südkoreanischen Anti-Glücksspielgesetzen gestanden hätte.

### Konsolenversionen
Wegen des sehr großen Erfolgs des Spiels war Blizzard Entertainment nach eigenen Angaben schon früh daran interessiert, das Spiel auch auf Konsolen zu veröffentlichen. Ein Team lotete die Möglichkeiten aus. Die Konsolenfassung wurde von einem eigenen Team entwickelt, das allerdings sehr eng mit dem PC-Team zusammenarbeitete. Im Juni 2013 wurde die Veröffentlichung des Spiels auf PlayStation 3 und Xbox 360 am 3. September 2013 angekündigt.
Eine Version für die PlayStation 4 und Xbox One wurde am 19. August 2014 zusammen mit der Erweiterung Diablo III: Reaper of Souls veröffentlicht.
Am 2. November 2018 folge eine Umsetzung für die Nintendo Switch.

### Verkaufsversionen
Diablo III ist als Standardversion und als Collector’s Edition im Handel erhältlich. Die Standardversion ist auch als Downloadversion verfügbar. Die Collector’s Edition bietet zusätzlich neben der Vollversion des Spiels einen 4-GB-USB-Stick im Seelensteindesign, auf dem sich die Vollversion des Vorgängers Diablo II und dessen Erweiterung Diablo II: Lord of Destruction befinden. Außerdem enthält die Collector’s Edition einen Soundtrack zum Spiel, einen „Blick hinter die Kulissen“ als Blu-ray Disc und DVD, ein Artbook, einen Diablo-Schädel, ein Haustier (Fetischschamane) für World of Warcraft, Porträts für StarCraft II und glühende Engelsflügel sowie ein exklusives Banner für Diablo III.

### Synchronisation
| Rolle                      | Englischer Sprecher     | Deutscher Sprecher       |
| -------------------------- | ----------------------- | ------------------------ |
| Barbar (weiblich)          | Athena Karkanis         | Nicole Engeln            |
| Barbar (männlich)          | Dorian Harewood         | Thomas Fritsch           |
| Dämonenjäger (weiblich)    | Laura Bailey            | Petra Barthel            |
| Dämonenjäger (männlich)    | Robin Atkin-Downes      | Thomas Nero Wolff        |
| Hexendoktor (weiblich)     | Erica Luttrell          | Arianne Borbach          |
| Hexendoktor (männlich)     | Carl Lumbly             | Udo Schenk               |
| Kreuzritter (weiblich)     | Mary Elizabeth McGlynn  | Christin Marquitan       |
| Kreuzritter (männlich)     | Gideon Emery            | Björn Schalla            |
| Mönch (weiblich)           | Rajia Baroudi           | Claudia Urbschat-Mingues |
| Mönch (männlich)           | Jamieson Price          | Jan Spitzer              |
| Totenbeschwörer (weiblich) | Eliza Jane Schneider    | Heike Schroetter         |
| Totenbeschwörer (männlich) | Ioan Gruffudd           | Dietmar Wunder           |
| Zauberer (weiblich)        | Grey DeLisle            | Arlett Drexler           |
| Zauberer (männlich)        | Crispin Freeman         | Marius Clarén            |
| Adria                      | Lani Minella            | Regine Vergeen           |
| Deckard Cain               | Michael Gough           | Sven Dahlem              |
| Diablo                     | J.B. Blanc              | –                        |
| Leah                       | Jennifer Hale           | Kristina von Weltzien    |
| Tyrael                     | Jonathan Adams          | Tom Vogt                 |
| Malthael                   | Paul Nakauchi           | Torsten Sense            |
| Verzauberin                | Sumalee Montano         | Dina Kürten              |
| Schuft                     | Troy Baker              | Martin L. Schäfer        |
| Templer                    | Dominic Keating         | Richard van Weyden       |
| Schmied Haedrig Eamon      | Simon Templeman         | Stefan Müller-Ruppert    |
| Juwelier                   | James Hong              | Frank Ciazynski          |
| Mystikerin                 | Gaille Heidemann        | Andrea Wolf              |
| Abd al-Hazir               | Brian George            | Bernd Vollbrecht         |
| Asheara                    | Courenay Taylor         | Liane Rudolph            |
| Auriel                     | Cree Summer             | Dagmar Dempe             |
| Azmodan                    | David Sobolov           | Peter Wenke              |
| Belial                     | Jim Ward                | Helmut Winkelmann        |
| Hauptmann Haile            | Liyod Sherr             | Jacques Breuer           |
| Hauptmann Rumford          | Greg Ellis              | Tobias Kluckert          |
| Hakan                      | Sofia Pirri             | Julien Wolff             |
| Imperius                   | Rick D. Wasserman       | Jürgen Kluckert          |
| Ithereal                   | James Horan             | Oliver Krietsch          |
| Leoric                     | Joe J. Thomas           | Thomas Friebe            |
| Maghda                     | Susanne Blakeslee       | Sonngard Dressler        |
| Cydaea                     | Claudia Black           | Sabina Godec             |
| Urzael                     | Abraham Benrubi         | –                        |
| Zoltun Kull                | Steve Blum              | Bernd Rumpf              |
| Tashun der Bergmann        | –                       | Stefan Staudinger        |
| Bruder Malachi der Heiler  | –                       | Friedrich G. Beckhaus    |
| Bürgermeister Holus        | –                       | Bodo Wolf                |
| Bron der Wirt              | –                       | Raimund Krone            |
| Lachdanan                  | –                       | Christoph Jablonka       |
| Lorath                     | Yuri Lowenthal          | Gerrit Schmidt-Foß       |
| Nigel Cutthroat            | Dominic Keating         | –                        |
| Gillian                    | Glynnis Talken Campbell | –                        |
| Brycen                     | –                       | Dennis Schmidt-Foß       |

## Reaper of Souls (Erweiterung)
Am 14. August 2013 veröffentlichte Blizzard eine Website mit dem Titel Reaper of Souls, welche von der Fachpresse als Hinweis auf eine Erweiterung gedeutet wurde. Am 21. August 2013 wurde die Erweiterung Diablo III: Reaper of Souls im Rahmen einer Pressekonferenz auf der Spielemesse Gamescom offiziell bestätigt. Die Erweiterung erschien am 25. März 2014.
Die Erweiterung fügte neben einer sechsten Klasse, dem Kreuzritter, auch einen neuen fünften Akt, sowie die neue Maximalstufe 70 und neue Monster hinzu. Durch einige Patches wurden laufend neue Inhalte eingespielt. So zum Beispiel das Reich der Baronin Gier, welches durch Portale von Schatzgoblins zu erreichen ist. Außerdem wurden die Ruinen der Stadt Sescheron, die in Diablo 2 kurz vor Akt 5 von Baal überrannt wurde, hinzugefügt. Hier findet der Spieler ein mächtiges Artefakt, Kanais Würfel (Kanai's Cube), und trifft auf den Leichnam des Barbaren-Oberhauptes Kanai. (Dieser wurde nach einem verstorbenen Blizzard-Mitarbeiter benannt.) Von dort aus geht es auch in die ewigen Wälder der Jetis. Vor der Küste Westmarks wurde die Grautiefeninsel hinzugefügt, die ein Geheimnis um die Dämonin Nereza verbirgt.

### Saison-Modus
Mit Version 2.1 wurde der Saison-Modus eingefügt. Eine Saison dauert in der Regel 90–100 Tage. In dieser Zeit kann ein neuer Held als saisonaler Held erstellt werden. Dieser kann die Handlung erneut durchspielen oder den Abenteuermodus erkunden. Dabei können spezielle Saisonziele erfüllt werden. Bestimmte Saisonziele belohnen den Spieler mit einzigartigen, kosmetischen Gegenständen wie Flügel, Begleiter oder Flaggen. Nach der Saison wird der Saison-Held in einen normalen Helden umgewandelt. Saisonale Charaktere teilen sich nicht die Beutekiste mit normalen Helden. Dies gilt ebenfalls für saisonale Hardcorecharaktere. Mit der Umwandlung zu einem normalen Helden werden alle in der Saison erhaltene Gegenstände via Post in die normale Umgebung transferiert.

## Rückkehr des Totenbeschwörers
Am 27. Juni 2017 erschien die siebte Klasse für Diablo III, der Totenbeschwörer. Dieser wurde als Download im PlayStation Store für die PlayStation 4 und im Store von Microsoft für die Xbox One bereitgestellt.

## Rezeption

### Rezensionen
Diablo III erhielt überwiegend gute Kritiken. Die Süddeutsche Zeitung bewertete das taktische System der Charakterentwicklung als wesentlich komplexer als noch im Vorgänger. Der Spiegel bezeichnete das Spiel als „bunt, laut und ziemlich simpel, aber trotzdem gelungen“. Kritisch kommentiert wurde der als DRM-Maßnahme eingeführte Online-Zwang auch für den Einzelspieler-Modus. Der Onlinezwang in Kombination mit den Server-Verfügbarkeitsproblemen (Error 37) kurz nach der Veröffentlichung wurde als Hauptgrund für die schlechten Nutzer-Bewertungen bei Metacritic von 3,7 von 10 Punkten (Stand 15. Mai 2012) angeführt. Dass Diablo III zum Vorreiter einer Akzeptanz von Onlinezwang auch für weitere Spieleveröffentlichungen werden könnte, wurde als weitreichendere potentielle Auswirkung kritisiert.
Auch war der geplante PvP-Modus und das umstrittene Echtgeld-Auktionshaus zur Veröffentlichung nicht verfügbar, Blizzard versprach jedoch beides zeitnah über Patches nachzureichen. Das Echtgeld-Auktionshaus wurde dann am 12. Juni 2012 für die meisten Regionen verfügbar.

### Kommerzieller Erfolg
Das Spiel wurde laut eigenen Angaben des Publishers Activision-Blizzard am ersten Verkaufstag 3,5 Millionen Mal verkauft, was es zum bis dato erfolgreichsten Verkaufsstart eines PC-Spiels machte. Hinzu kamen 1,2 Millionen Spieler, die über den Erwerb eines Jahresabonnements für Blizzards MMORPG World of Warcraft als Prämie eine kostenlose Vollversion des Spiels erhalten hatten. Noch in der ersten Verkaufswoche stieg die Zahl der Spieler auf 6,3 Millionen. Innerhalb der nächsten zwei Monate jedoch reduzierte sich die Zahl der aktiven Spieler bereits wieder um etwa ⅔, wie Analysen des Chatclient-Herstellers Xfire und des koreanischen Forschungsinstituts Gametrics nahelegten. Bis zum August 2013 wurde die Windows-Umsetzung zwölf Millionen Mal verkauft.

### Abmahnung durch deutsche Verbraucherschützer
Mitte Juni 2012 mahnten deutsche Verbraucherschützer von der Verbraucherzentrale Bundesverband e. V. (vzbv) den Hersteller Blizzard wegen Diablo III ab. Sie bemängelten, dass auf der Packung Informationen über die erforderliche, permanente Internetverbindung so wie das zum Spielen notwendige mehrmalige Einloggen auf Battle.net fehlten. Weiterhin sei Käufern des Spiels auf Grund von technischen Problemen wie dem Fehler 37 der Zugang zum Produkt versperrt gewesen, weil der Anbieter seiner Verpflichtung nicht nachgekommen sei, genügend Serverkapazitäten bereitzustellen. Die vzbv forderte Blizzard zur Unterzeichnung einer Unterlassungserklärung und einer entsprechenden Anpassung der Angaben auf der Spieleverpackung auf.

### Kritik am Echtgeldauktionshaus
Das Mitte Juni 2012 eröffnete Echtgeldauktionshaus für Diablo III gab Spielern die Möglichkeit, ihre im Spiel gesammelten Gegenstände gegen Bezahlung anzubieten oder selbst Gegenstände zu ersteigern. Kritik dafür gab es bereits nach Bekanntgabe dieser Pläne im Vorfeld der Veröffentlichung, insbesondere da Blizzard in Bezug auf das eigene MMORPG World of Warcraft noch umfassend gegen kommerzielle Angebote und Anbieter von Spielgegenständen oder Spielwährung vorgegangen war. Mit dem Echtgeldauktionshaus habe die Firma diese kommerzielle Nutzung nun selbst möglich gemacht und verdiene durch die fällige Provision auch noch daran. Unter anderem wurden Stimmen laut, die solche Ideen als schädlich für die Spieleentwicklung ansehen, da sie andere Anbieter dazu veranlassen können, diesem Beispiel zu folgen. So würde teils das Gleichgewicht gefährdet, vor allem bei den Spielen, die einen PvP-Modus beinhalten, wie er auch für Diablo III angekündigt wurde. Somit wären im Spiel mit dem Einsatz von echtem Geld auch gegenüber Mitspielern deutliche Vorteile erreichbar. Blizzard reagierte auf diese Kritik mit einem Verweis auf das Matchmaking-System, das Spielern immer gleich starke Gegner zuweisen soll. Eine Verbesserung der Ausrüstung bewirke also nur, dass auch die zugeteilten Gegner stärker werden.
Zusammen mit dem Erscheinen von Reaper of Souls wurde am 18. März 2014 von Blizzard das Auktionshaus (sowohl Echtgeld als auch Spielgeld) aus dem Spiel entfernt.

## Belletristik
- Flint Dille: Diablo III: Die Cain-Chronik. 2012, Panini Verlag, ISBN 978-3-8332-2389-1.
  - Neuauflage: Panini Verlag, 2021, ISBN 978-3-8332-3971-7.
- Nate Kenyon: Diablo III: Der Orden. 2012, Panini Verlag, ISBN 978-3-8332-2438-6.
  - Neuauflage: Panini Verlag, 2022, ISBN 978-3-8332-4190-1
- Aron Willians: Diablo III Graphic Novel: Das Schwert der Gerechtigkeit. 2012, Panini Verlag, ISBN 978-3-86201-310-4.
- Diverse Autoren: Diablo III: Helden und Höllen · Kurzgeschichten aus dem Diablo-Universum. 2013, Panini Verlag, ISBN 978-3-8332-2550-5.
- Matt Burns, Doug Alexander: Diablo III: Die Tyrael-Chronik. 2014, Panini Verlag, ISBN 978-3-8332-2829-2.
  - Neuauflage: Panini Verlag, 2021, ISBN 978-3-8332-3972-4.
- Nate Kenyon: Diablo III: Sturm des Lichts. 2014, Panini Verlag, ISBN 978-3-8332-2860-5.